# مستشفى السلمانية
مجمع السلمانية الطبي هو مستشفى عام يقع في حي السلمانية بعاصمة البحرين المنامة. تم وضع حجر الأساس في عام 1956 وتم افتتاح المبنى الجنوبي وهو أول مبنى أنشئ في المستشفى في 1959 من قبل الشيخ سلمان بن حمد آل خليفة وفي العام 1978 افتتح الشيخ عيسى بن سلمان آل خليفة المستشفى بشكل رسمي وأضحى مسماه منذ ذلك الحين مركز السلمانية الطبي. وبين 1991 و1997 تم إنشاء المرحلة الثانية من بناء المركز وتم خلالها إنشاء المبنى الجديد. وافتتحه رئيس الوزراء الأمير خليفة بن سلمان آل خليفة في سنة 1997. المستشفى لديه القدرة على استيعاب حوالي 1200 سرير. يتلقى المستشفى بمتوسط 900 إلى 1000 مريض يوميا ويعمل أكثر من ألفين من الأطباء والممرضين والعمال. تقع المشرحة الرئيسية في البحرين في المجمع.

## احتجاجات 2011

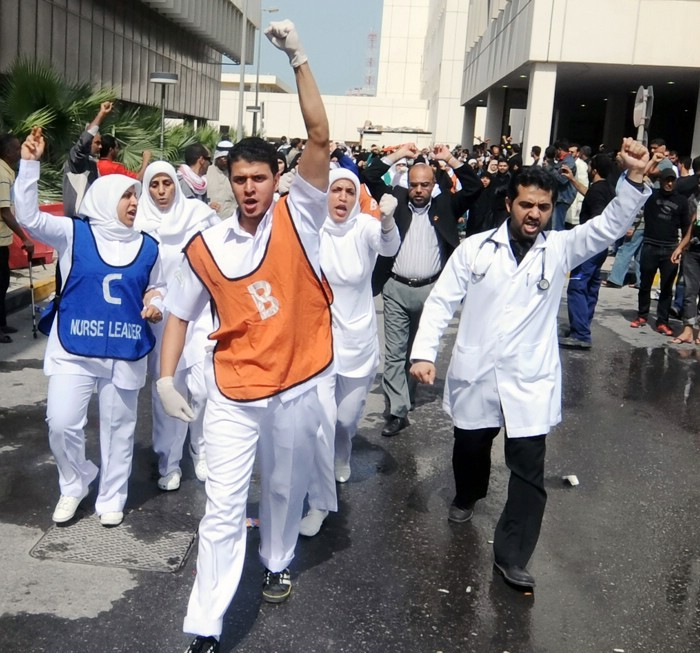
العاملين في مجال الصحة محتجين قرب مجمع السلمانية الطبي.

في فبراير 2011 شهدت البحرين احتجاجات من الطائفة الشيعية تهدف لإسقاط النظام الملكي في البلاد، وتركزت بشكلٍ أساسي في دوار اللؤلؤة في العاصمة المنامة كجزء من الربيع العربي الأوسع. في مجمع السلمانية الطبي انضم الأطباء إلى المحتجين. في شهري مارس وأبريل 2011 ألقي القبض على عشرين من العاملين في مجال الصحة أغلبهم من العاملين في مجمع السلمانية الطبي بتهمة محاولة اسقاط النظام الملكي. وذكر شهود في المحكمة أنهم عثروا على أسلحة بيضاء بسيارة إسعاف في محاولة لاستغال قوات الأمن، في حين تم القبض على ثمانية وعشرين آخرين بتهم تصل إلى درجة جنحة.
وفقا للمدعي العام فإن العكري كان يقوم بدور زعيم الجماعة وتنظيم الموظفين في السلمانية لمعارضة الحكومة البحرينية. نفى المتهمون جميع الاتهامات التي كانت ذات دوافع سياسية. في سبتمبر 2011 أدين عشرين من العاملين في مجال الصحة ومسؤولين في نقابة المعلمين و32 شخصًا على الأقل من قبل محكمة عسكرية في الجنايات بما في ذلك تخزين أسلحة تخزين والتآمر للإطاحة بالحكومة.